# Indywidualny pakiet odkażający PChW-3
Indywidualny pakiet odkażający PChW-3 – polski zestaw do prowadzenia zabiegów specjalnych, odkażania, dezynfekcji i dezaktywacji sprzętu wojskowego.

## Opis
PChW-3E
Pakiet służył do odkażania broni osobistej i oporządzenia i był przeznaczony do sporządzania odkażalnika w zbiorniku indywidualnego zestawu odkażającego. Zawierał podchloryn wapnia reagujący z wszystkimi rodzajami środków trujących. W torebce znajdowała się ampułka zawierająca koncentrat P–710. Zmniejszał on działanie korodujące roztworu na części metalowe oraz napięcie powierzchniowe, a także zwiększał zwilżalność odkażanej powierzchni i emulgował zabrudzenia spowodowane smarami. Pakiet miał masę 2850 gramów. Można było z niego sporządzić 20 litrów roztworu. Temperatura sporządzonego roztworu po 5 minutach od chwili zmieszania odkażalnika z wodą wynosiła 30-35°. Miał opakowanie koloru khaki. 
PChW-3M
PChW-3M składał się z torebki zewnętrznej z folii polietylenowej oraz z torebki wewnętrznej z nadrukowaną instrukcją użycia. Torebka ta zawierała 2400 ±50 g podchlorynu wapniowego. Integralną częścią pakietu były dodawane oddzielnie pakiety SU BAL. Zawierały one około 105 g proszku aluminiowego oraz 10 g sublimatu, które po zmieszaniu, w wyniku egzotermicznej reakcji chemicznej, powodowały podgrzanie roztworu odkażającego. Do pakietu dołączony był też metalowy pojemnik P-02. Zawierał on około 200 g koncentratu P-710 zmniejszającego korodujące właściwości roztworu podchlorynu wapniowego.
Pakiety PChW-3E i PChW-3M na początku lat 80. XX w. zastąpiono pakietem PChW-04.